# Ioane Petritsi
Ioane Petritsi (georgiano: იოანე პეტრიწი; noto anche come Giovani Petritsi; Meschezia, ... – ...; fl. XI-XII secolo) è stato un filosofo georgiano, aderente al Neoplatonismo e vissuto a cavallo fra l'XI e il XII secolo.
Attivo nell'Impero bizantino e nel Regno di Georgia, è noto soprattutto per le traduzioni e i commenti estesi delle opere di Proclo. Secondo la Stanford Encyclopedia of Philosophy, è il "più importante filosofo georgiano del Medioevo" e "il filosofo georgiano più letto in assoluto".

## Biografia
Le informazioni biografiche attendibili sono limitate ad indicazioni indirette presenti nelle sue stesse opere e ad alcuni dettagli forniti dagli studiosi georgiani del XVIII secolo. Secondo le poche fonti disponibili, nacque in una famiglia aristocratica della provincia di Samtskhe e studiò a Costantinopoli sotto la tutela di Michele Psello e Giovanni Italo. Dopo la caduta di quest'ultimo, Ioane si sarebbe rifugiato nel Monastero georgiano di Petritsoni, in Bulgaria, da cui derivò il suo epiteto Petritsi.
Tradusse numerose opere filosofiche, principalmente neoplatoniche, con l'obiettivo di conciliare le idee classiche con il messaggio principale del Cristianesimo. La sua ampia visione filosofica lo portò in collisione con l'ortodossia patristica georgiana, finché il re Davide IV di Georgia lo introdusse infine all'Accademia del monastero Gelati. Egli tradusse gli scritti di Aristotele, Proclo, Nemesio, Ammonio di Ermia, parti della Bibbia, testi agiografici, fra gli altri. Delle sue poche opere originali, la più importante è un ampio commento a Proclo e al neoplatonismo, sebbene egli abbia composto anche poesie ascetiche e mistiche e inni.
Sia la filosofia che lo stile letterario di Petritsi esercitarono un influsso duraturo sul pensiero e sulla letteratura filosofica georgiana, influsso che divenne più importante nel XVIII secolo al tempo dello studioso riformista Antonio I, patriarca di Georgia.